# Jan Adolf Hillebrand
Jan Adolf Hillebrand (Lotte, 1786 – Leeuwarden, 6 april 1846) was een orgelbouwer uit Westfalen die in Friesland woonde en werkte. 

## Leven en werk
Hillebrand vestigde zich in 1812 in Leeuwarden. Hij was een leerling en medewerker van Albertus van Gruisen en Willem van Gruisen. Samen met zijn broer Gerhard Heinrich Hillebrand had hij een orgelmakerij die in 1835 werd opgeheven. De kerkorgels werden gebouwd voor kerken in vooral Friesland.

## Orgels (selectie)
| Jaar | Plaats        | Kerk                       | Afbeelding | Opmerkingen                                                                      |
| ---- | ------------- | -------------------------- | ---------- | -------------------------------------------------------------------------------- |
| 1813 | Oosternijkerk | Sint-Ceciliakerk           |            | In 1831 uitgebreid door Willem van Gruisen                                       |
| 1816 | Rauwerd       | Laurentiuskerk             |            |                                                                                  |
| 1818 | Den Burg      | Hervormde kerk             |            | Door Johann Michael Gerstenhauer gemaakt en door J.A. Hillebrand voltooid        |
| 1818 | Niawier       | Hervormde kerk van Niawier |            |                                                                                  |
| 1820 | Drachten      | Grote Kerk                 |            | In 1986 uitgebreid                                                               |
| 1821 | Akkrum        | Terptsjerke                |            | In 1856 overgeplaatst naar de Koepelkerk van Veenhuizen                          |
| 1831 | Mantgum       | Mariakerk                  |            | In 1879 vervangen                                                                |
| 1831 | Marrum        | Godeharduskerk             |            | Al in 1833 grondig gewijzigd door Nikolaus Antonie Lohman en pas daarna ingewijd |